# スカイ・イーグル
スカイ・イーグル（原題：Anadolu Kartalları）は、2011年のトルコ映画。トルコ空軍協力による飛行シーンも多く、実機が随所に登場する。

## あらすじ
ダラマンのアラート待機所に、手紙が届いた直後、スクランブルが下令される。タナチャン大尉らは、悪天候の中F-16戦闘機で対象機の下へ急行するが、何事もなく帰還する。空軍の任務は緊張や危険と隣り合わせだった。
空軍士官候補生アーメット・オヌールには、チェリストの恋人ブルジュがいた。デートでヘザルフェンの逸話を語る彼の身を、ブルジュは案じていた。エスキシェヒルの航空搭乗員訓練センターで、二人はしばしの別れを惜しむ。ここで若きパイロット候補生たちは散上での検査や訓練を行っていた。アーメットが密かに憧れるのは曲芸飛行チーム「ターキッシュ・スターズ」（w:Türk Yıldızları）だった。しかし、訓練の終わりは、イズミルへの異動を意味し、ブルジュは不安を隠せない。
落伍する仲間もいる中、パイロットとして少尉任官が決まりチイリ空軍基地の門をくぐる。実機操縦訓練を目指し、地上での勉強やシミュレーション訓練に励む日々だった。ここで、心理学の研究をしているオズレムと知り合い、若いパイロットたちは彼女の取材に協力する。風変わりなタナチャン教官の下、アーメットもやっと実機訓練ができた。しかし幼馴染のアイシェが仲間に先立ち単独飛行に成功すると、仲間たちは彼女に水をかけて祝福する。やがてアーメットも追い付き、タナチャンの計らいでブルジュや家族との幸せなひと時を手にする。だが初単独飛行の間に、父親が死去する。着陸後に仲間たちから恒例の水かけが行われるが、悲しく辛いひと時になってしまった。アーメットはひどく落胆し、気遣おうとするブルジュとは誤解から疎遠になり、訓練にも身が入らなくなる。
二度連続で警告され、弱音を吐くアーメットに、アイシェは厳しい言葉で励まそうとする。空軍のパイロットだったアイシェの父は、二人が幼い日に殉職しており、それが二人がパイロットを目指すきっかけだった。アイシェはタナチャンに、「アーメットは父親の死を受け止めたものの、遺された母親が心配なだけだ」と、警告について掛けあう。タナチャンはアーメットの母に空軍基地の見学をさせて不安の払拭に努め、またアーメットに地上に「待つ人」を大切にするよう話してポケットの中の結婚指輪を見せる。無事に課程を卒業し、アーメットはF-16に、アイシェは首席卒業しムスタファと共にF-4へ、仲間たちそれぞれがファイターパイロットとして旅立つ。顔を見せないブルジュを訪ねると、すでに彼女には新しい恋人がおり、アーメットは静かに立ち去る。
アーメットやアイシェ達の次の目標は、優秀なパイロットとして、将来の国産戦闘機操縦者や国際的な合同演習「アナトリアン・イーグル」（w:Anatolian Eagle）のパイロットに選抜されることだった。ムスタファは訓練中にアイシェにプロポーズして成功するが、アーメットは幼馴染の結婚に複雑な心情を隠せない。ブルジュとの日々を回想しつつ、黙々と訓練に励むが、自分の過失を整備士に八つ当たりして自己嫌悪する。
アナトリアン・イーグルの直前、アイシェとムスタファの結婚式のため、アーメットはオズレムの車でエスキシェヒルへ向かう。オズレムをエスコートしたアーメットは、結婚式でブルジュと再会し気まずい思いをする。二人は誤解が解け和解するが、アーメットの愛の告白は拒まれてしまう。
やがて、アナトリアン・イーグルの日がやってくる。5か国15種の戦闘機が参加する大規模な演習で、トルコ空軍が敵役（アグレッサー）を務める予定だった。アーメットと同期達も久々の再会を喜ぶ。そこにF-16の展示飛行（ソロ・テュルク/tr:Solo Türk）のパイロットとして、タナチャンがやってくる。アーメットはタナチャンに「ターキッシュ・スターズ」への憧れを打ち明けると「独りで飛ぶ鷲ではなく、群れで飛ぶ雁になれ」と助言を受ける。
演習の日、空対空戦闘でアーメットは自分でも信じれられないような戦果を収めるが、続く輸送機の攻撃では作戦中に異常接近を生起させる。動揺したアーメットは、最終日の前日、ブルジュに会いたいと連絡する。気落ちしたアーメットは、最後の訓練に臨む。飛行場にはアイシェの付き添いでブルジュが見学に訪れていた。ブルジュの右手の薬指にはリボンが結ばれていた。訓練は無事に終了したのも束の間、アーメットの機体は上空でバードストライクに遭遇する。基地は救難のため慌ただしくなる。機体の燃料は残りわずかだが、アーメットは緊急脱出を拒み、なんとか着陸拘束装置やパラシュートを使って着陸する。無事に帰還したアーメットを、同期生やブルジュ達、大切な「待つ人」が出迎えるのだった。
アーメットとアイシェは首都アンカラの空軍本部へ呼び出しを受ける。空軍司令官から直々に演習での活躍を労われ、アイシェは建国記念式典でのソロ・タークを、そしてアーメットはターキッシュ・スターズへの参加を許可される。
エンドロールで、ターキッシュ・スターズの編隊と単機のソロ・テュルク機が並んで飛ぶ姿が流れ、その後、劇中に登場した機体の映像が流れる。

## キャスト
- ケマル・タナチャン - エンジン・アルタン・ドゥズィヤタン
- アーメット・オヌール - チャガタイ・ウルソイ
- ブルジュ - ハンデ・スバシ
- アイシェ・ディンチェル - オゥズゲ・オゥズピリンチ
- ムスタファ・ハザルジェ - アルパイ・アタラン
- オズレム - エキン・トルクメン